# Cadeia do Limoeiro
A Cadeia do Limoeiro, Prisão do Limoeiro ou simplesmente Limoeiro, foi durante os séculos XVII a XIX o principal estabelecimento prisional de Lisboa e a cadeia central do sistema penal português. Atualmente nele funciona o Centro de Estudos Judiciários, um centro de formação de formação de magistrados do Ministério da Justiça.